# Barnstädter Huthügel
Le Barnstädter Huthügel est une colline située environ 2,2 km au sud du village de Barnstädt dans l'arrondissement de la Saale en Saxe-Anhalt, en Allemagne. C'est le point culminant du plateau de Querfurt avec 245 mètres d'altitude. Un parc éolien a été construit sur la versant ouest de la colline.